# ユニプロセッサ・システム
ユニプロセッサ・システム（英: uniprocessor system）は、コンピュータ処理を実行するために単一の中央処理装置（CPU）を備えたコンピュータ・システムと定義される。最近のソフトウェアは、SMPやMPPなどのマルチプロセッシング・アーキテクチャを利用できるものが増えてきたため、ユニプロセッサという言葉は、すべての処理タスクが単一のCPUを共有するコンピュータのクラスを区別するために使われている。2010年代以降、ほとんどのデスクトップ・コンピュータにはマルチプロセッシング・アーキテクチャが搭載されている。そのために、この種のシステムでは、単一の演算装置に基づいた種類のアーキテクチャが使用されている。したがって、すべての演算（加算、乗算など）は、その装置上で順番に実行される。